# Flowers (Miley Cyrus-dal)
A Flowers Miley Cyrus amerikai énekes-dalszerző dala az Endless Summer Vacation (2023) című nyolcadik stúdióalbumáról. Cyrus a dalt Gregory Aldae Hein és Michael Pollack együttműködésével írta, míg Kid Harpoon és Tyler Johnson a produceri teendőket látta el. A Columbia Records néhány országban 2023. január 12-én adta ki az album első kislemezeként, világszerte pedig január 13-án. A diszkó, rock és funk hatásokkal tarkított popdal szövege kifejezi, hogy a volt szerető elfogadja a függetlenségét, miután már nem érzi szükségét annak, hogy valaki másra támaszkodjon a kiteljesedéshez.
A Flowers pozitív kritikákat kapott a zenekritikusoktól, és hatalmas kereskedelmi sikert aratott, számos rekordot megdöntve. A Nemzetközi Hanglemezipari Szövetség (IFPI) szerint ez volt a 2023-as év legkelendőbb globális kislemeze, amely világszerte 2,7 milliárd előfizetéses stream-egyenértékű forgalmat generált, és ezzel Cyrus eddigi legsikeresebb kislemeze lett világszerte. Az Egyesült Államokban a kislemez az első helyen debütált, és nyolc nem egymást követő héten át vezette a Billboard Hot 100 listát; a Wrecking Ball (2013) óta ez volt Cyrus második listavezető dala a listán. A Flowers lett a Billboard Adult Contemporary slágerlista történetének leghosszabb ideig listavezető dala, 38 hétig állt az élen. A dal világszerte kereskedelmi sikert aratott: a Billboard Global 200-as listájának élén debütált, és tizenhárom nem egymást követő héten keresztül állt a csúcson. A dal 37 másik országban, többek között Ausztráliában, Kanadában, Írországban, Szingapúrban, Dél-Afrikában és az Egyesült Királyságban is a slágerlisták élére került. Egy sor rekordot is megdöntött a streaming szolgáltatásokon, köztük a Spotify rekordját az egy hét alatt legtöbbet streamelt dalok között (mind az első, mind a második héten), és a Spotify történetében a leggyorsabban érte el az egymilliárd streamet (112 nap alatt). 2024 márciusáig több mint 1,85 milliárd streameléssel rendelkezik a Spotify-on, és ezzel a platform 100 legtöbbet streamelt dala között szerepel.
Jacob Bixenman rendezte a Flowers videóklipjét, amelyben Cyrus több helyszínen is táncol, többek között egy szabadtéri medencében, egy hátsó kertben és a háza tetején. A forgatás Los Angelesben zajlott, a jeleneteket az Elysian Parkban vették fel. A dal népszerűsítése érdekében Cyrus élőben is előadta a dalt az albumot kísérő, Endless Summer Vacation (Backyard Sessions) című koncert különkiadáson, valamint a 66. Grammy-díjátadón. Ez utóbbi ceremónián a Flowers Az év felvétele és A legjobb szóló popelőadás díját nyerte el, ami Cyrus karrierje első Grammy-győzelmét jelentette, ezenfelül jelölték Az év dala kategóriában is. A dal a Brit Awards 2024-es díjátadóján A legjobb nemzetközi dalnak járó díjat is elnyerte.

## Dalszerzés és kiadás
A Flowers-t Miley Cyrus, Gregory "Aldae" Hein és Michael Pollack írta 2022 januárjában a Sunset Sound Recorders stúdióban, Hollywoodban, Kaliforniában. Egy hétig tartó munkálatok során, amikor a zeneszerzők egy zongora köré gyűltek, a dal egy balladaként állt össze, Pollack szerint eredetileg „lassabb és szomorúbb” hangulattal. Elmondása szerint: „A refrénnel kezdtük, és ha jól emlékszem, egyszerre kezdett kialakulni a szöveg, a dallam és a tempó. Gyakorlatilag megírta magát.” A dal kezdeti demóváltozata egy letisztult ballada volt, csak Cyrus énekléséből és Pollack Rhodes zongorajátékából állt. Aztán ebből alakult ki a gyorsabb tempójú dal. A végleges változat producerei Tyler Johnson és Kid Harpoon voltak.
2022. december 31-én, miközben az NBC élő Miley’s New Year’s Eve Party című különkiadásának házigazdája volt, Cyrus bejelentette, hogy a Flowers 2023. január 13-án minden piacon egyszerre jelenik meg. A dal január 13-án, UTC+00:00-kor jelent meg, ami a világ egyes részein még mindig január 12-e volt. A dal demóváltozata 2023. március 3-án jelent meg digitálisan. Az Endless Summer Vacation album digitális változatán is helyet kapott.

## Kompozíció

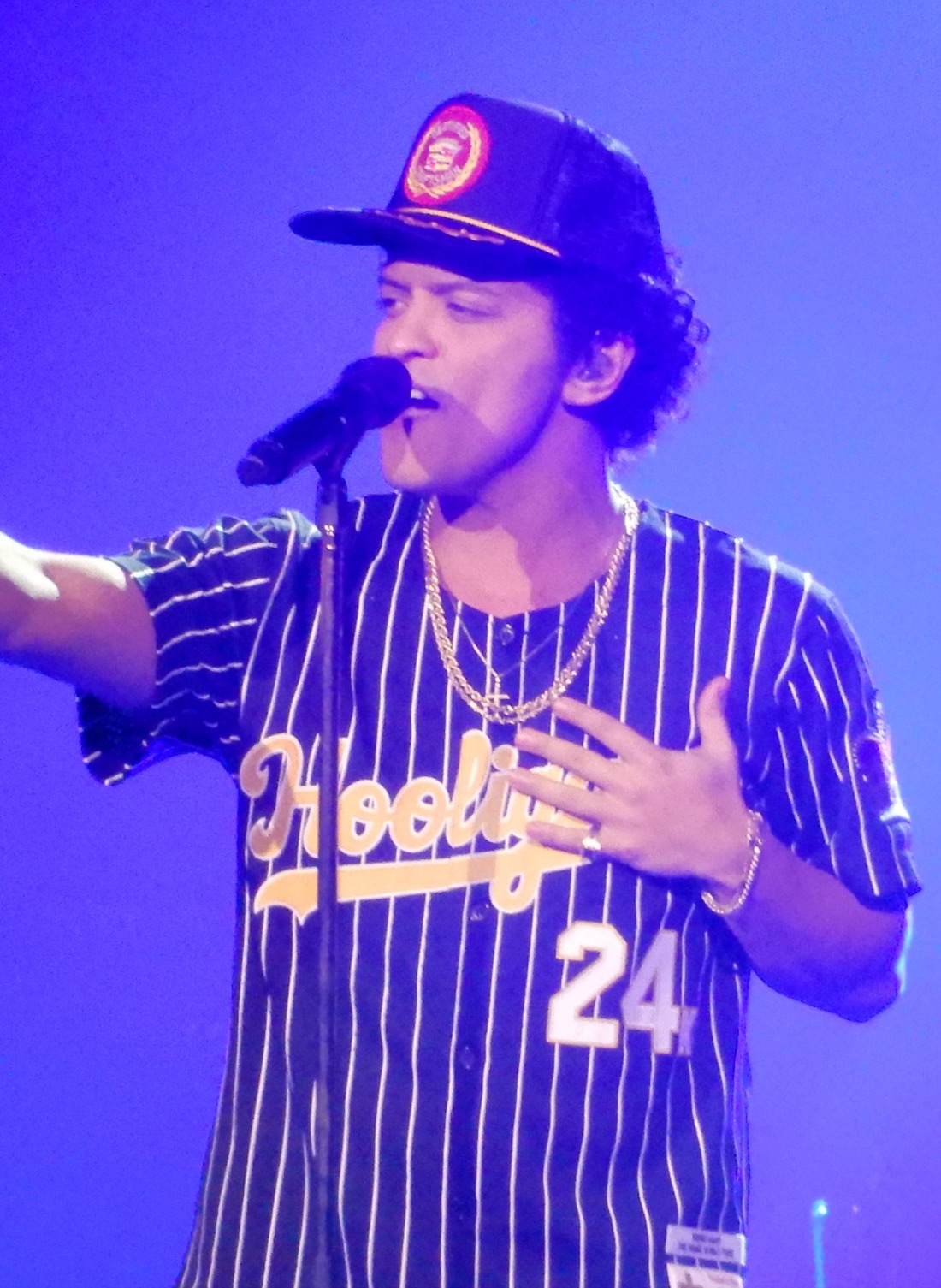
Bruno Mars amerikai énekes, akinek When I Was Your Man című dalát parafrazálták a Flowers szövegébe

A Flowers egy popdal diszkó és funk hatásokkal. Anna Gaca a Pitchforktól úgy írta le, mint egy „pörgős” diszkó-funk dalt a flamencóra emlékeztető vonós szekcióval. Gabrielle Sanchez, a Yahoo! munkatársa szerint: „Egy funky basszusgitár vezeti a dalt, amelyhez egy szédítő vonósor és pezsgő cintányérok párosulnak”. Mary Siroky a Consequence-től úgy vélte, hogy Cyrus „reszelős énekhangja élesebbé teszi a diszkóhangú himnuszt”, és hogy a dal Gloria Gaynor I Will Survive (1978) című dalát idézi. Továbbá úgy vélekedett, hogy a Flowers úgy hangzik, „mintha a Malibu (2017) ködös, békés kaliforniai hangzását egy dance-pop számra alkalmaznák”. Alexis Petridis a The Guardiantól kiemelte, hogy „csillogó elektromos gitár és visszafogott yacht-rock hangulat” jellemzi, és a Fleetwood Mac 1977-es Rumours című albumához hasonlította.
Gabrielle Sanchez, a Yahoo! munkatársa a Flowers-t „egy bátor számnak nevezte, amely az önállóság és függetlenség fitogtatásáról szól, és arról, hogy már nem függünk senki mástól, hogy teljesnek érezzük magunkat”. Anna Gaca a Pitchforktól „bosszúhimnuszként” jellemezte. Mary Siroky, a Consequence munkatársa úgy érezte, hogy Cyrus „sajátjaként vállalja fel a történetét, és teljes önállóságra törekszik”. Dale Maplethorpe a Gigwise-tól úgy érezte, hogy „a dal témája az önszeretet és az elfogadás”. Jason Lipshutz a Billboardtól a dalt Cyrus 2019-es Slide Away című kislemezéhez hasonlította, hozzátéve, hogy a Flowers „sokkal inkább önmaga fenntartására összpontosít, mint a bosszúra, és az olyan dalok melankóliáját, mint a ... Slide Away, egy magabiztosabb kilátással cseréli fel”.
A dal refrénje Bruno Mars When I Was Your Man (2012) című dalának parafrázisa. A Billboard szerkesztői megjegyezték, hogy a dalok csak hasonló szöveges elemeket és ötleteket tartalmaznak, ami azt jelenti, hogy a When I Was Your Man szerzőit nem kell a Flowers társszerzőiként feltüntetni. A megjelenést követően több kiadvány is azt vetette fel, hogy a Flowers Cyrus volt férjének, Liam Hemsworth-nek címzett válaszdal lehetett, mivel a dal Hemsworth születésnapján jelent meg, és a dalszöveg a 2018 novemberi kaliforniai tűzvészben leégett malibui otthonukra utal. Emellett Hemsworth állítólag a When I Was Your Man című dalt korábban Cyrusnak dedikálta.

## A kritikusok értékelései

### Kritikák
A Flowers kedvező kritikákat kapott a zenei kritikusoktól, sokan dicsérték Cyrus énekhangját. A Billboard munkatársa, Jason Lipshutz szerint a kislemez nem egy „teljes újjáalakulás” Cyrus számára, hanem „stabil, dúdolható pop, és mindenféle sallangok és trükkök nélkül magával ragad”. Lindsay Zoladz, a The New York Times munkatársa „könnyednek” nevezte a dalt, és úgy vélte, hogy„ a viszonylag visszafogott refrén dallama nem igényel sokat Cyrustól, de énekét nyugodt érettség és meggyőző magabiztosság jellemzi”. Mary Siroky, a Consequence munkatársa elismerően nyilatkozott a dalról és Cyrusról, azt írva, hogy az énekesnő „karrierje során rengeteget játszott a műfajokkal, és ez valószínűleg azért van, mert a hangja egyszerűen mindegyikben jól szól”. A dicséretet azzal egészítette ki, hogy „amint a refrén [a 'Flowers'-ben] felcsendül, arra a következtetésre jut, hogy minden rendben lesz, sőt, nagy esély van rá, hogy jobban fog menni a továbbiakban: 'El tudom vinni magam táncolni/ És meg tudom fogni a saját kezemet/ Igen, jobban tudom szeretni magam, mint te'”. A dalnak a „Hét dala” státuszt is megadta. Neil McCormick, a Daily Telegraph munkatársa „kifinomult tökéletességnek” nevezte.
Dale Maplethorpe a Gigwise-tól úgy érezte, hogy Cyrus „hihetetlenül felismerhető hangja felcsendül és fantasztikusan szól”, és megjegyezte, hogy a refrénben „funky basszusgitárt és ütős dobokat hallunk, amelyek nem hagynak más dolgot a hallgatónak, minthogy felpörögjön”. Ugyanakkor úgy érezte, hogy a dal „nem építkezik annyira, amennyire tudna”, és „hiányzik belőle a nagy befejezés, amit úgy tűnik, hogy végig kecsegtetett”. A Pitchforknak írva Anna Gaca a kislemezt „általánosnak”, Cyrus énekhangját pedig „őszintén zavartalannak” írta le.

### Év végi sikerlisták
| Kiadvány                 | Lista                 | Helyezés | For.   |
| ------------------------ | --------------------- | -------- | ------ |
| BBC                      | 2023 legjobb dalai    | 8        | [ 25 ] |
| Billboard                | 2023 legjobb dalai    | 4        | [ 26 ] |
| Entertainment Weekly     | 2023 legjobb dalai    | 5        | [ 27 ] |
| The Guardian             | 2023 20 legjobb dala  | 17       | [ 28 ] |
| New York Post            | 2023 10 legjobb dala  | 2        | [ 29 ] |
| PopBuzz                  | 2023 20 legjobb dala  | 6        | [ 30 ] |
| Rolling Stone            | 2023 100 legjobb dala | 12       | [ 31 ] |
| South China Morning Post | 2023 legjobb dalai    | 5        | [ 32 ] |

## Kereskedelmi teljesítmény
Megjelenésekor a Flowers több rekordot is megdöntött a Spotify-on. A dal az első 24 órában több mint 7,7 millió lejátszást ért el a Spotify-on világszerte. 2023. január 20-án elérte a második legmagasabb egynapos streamelést egy nem ünnepi dal esetében, és a negyedik legmagasabbat összességében abban az időben, több mint 18,4 millió globális lejátszást gyűjtve a streaming szolgáltatáson.
Az első teljes hét alatt (2023. január 13-20.) a dal 96 032 624 lejátszást ért el a Spotify-on világszerte, ami a platform történetének legnagyobb lejátszási hetét jelentette egy dal számára (korábban a rekordot Adele Easy on Me című dala tartotta több mint 85 millió streameléssel). A következő hét napban (január 21-27.) 115 156 896 lejátszást ért el, amivel ismét megdöntötte a rekordot. Emellett ez lett a leggyorsabb dal, amely világszerte átlépte a 100 millió lejátszást a Spotify-on (hét nap alatt), megdöntve a BTS Butter című dalának korábbi rekordját (nyolc nap). Jana Coffey, a Spotify előadói és kiadói együttműködésekért felelős vezetője megjegyezte, hogy a Flowers népszerűsége napról napra nőtt, míg a többi rekordot jelentő dal streamelési számai az első napokon voltak a legnagyobbak, majd a hét folyamán csökkentek. 2023. május 4-én ez lett a leggyorsabban 1 milliárd lejátszást elérő dal a Spotify-on világszerte (112 nap), megelőzve Kid Laroi és Justin Bieber Stay (2021) és Harry Styles As It Was (2022) című dalát (mindkettő 118 nap).
A Flowers a Billboard Global 200 és a Billboard Global Excl. US listák élén debütált, ezzel Cyrus első listavezető kislemeze lett mindkét listán a 2020 szeptemberi indulás óta. Tizenhárom nem egymást követő héten át vezette mindkét globális listát, ezzel Mariah Carey All I Want for Christmas Is You című dalával együtt a Global 200-as lista második leghosszabb ideig tartó első helyezettje, illetve Harry Styles As It Was című dalával (2022) a Global Excl. US listán a leghosszabb ideig tartó első helyezett. Az első három hét alatt egymás után 179,1, 217,1 és 185,6 millió streamelést ért el világszerte, ami a Billboard Global 200 történetében az ötödik, második és negyedik legerősebb hetet jelentette egy dal számára. Emellett ez lett a második olyan dal a slágerlista történetében, amely legalább nyolc héten keresztül 100 millió globális streamelés fölé jutott, Kid Laroi és Justin Bieber Stay című dala után 2021-ben. A 2023. július 8-i kiadáson 10 hetes szünet után visszatért a Global 200-as lista első helyére, ami a leghosszabb megszakítás volt a lista történetében, az All I Want for Christmas Is You-t leszámítva. A 2023-as év végi Global 200 és Global Excl. US listák élén végzett.
A Luminate szerint a Flowers 2023. március 31-ig világszerte 1,16 milliárd streamelést ért el, ezzel 2023 első negyedévének legtöbbet streamelt dala lett. Ez volt a legtöbbet streamelt dal a Spotifyon és a Deezeren, és a második legtöbbet streamelt dal az Apple Musicon világszerte 2023-ban.
A Flowers volt a 2023-as év legkelendőbb globális kislemeze, 2,7 milliárd előfizetéses stream-egyenértéket generálva világszerte a Nemzetközi Hanglemezipari Szövetség (IFPI) adatai szerint. A dal elnyerte az IFPI 2023-as globális kislemez díját, ezzel Cyrus először került fel az IFPI éves globális Top 10-es listájára.

### Észak-Amerika
A Flowers 2023. január 12-én, az első öt óra alatt 685 000 streamelést, 2,4 millió rádiós hallgatottságot és 2000 digitális letöltést ért el, és a 21. helyen debütált a Digital Songs charton. Az első teljes hét (január 13-19.) után a Flowers a Billboard Hot 100 listájának élén debütált, ami Cyrus második listavezető kislemeze a 2013-as Wrecking Ball után, és a 11. top 10-es belépője. Az 52,6 millió streamelésnek, 33,5 millió rádiós hallgatottságnak és 70 000 eladott digitális letöltésnek köszönhetően a dal a Streaming Songs listájának élén debütált, a Digital Song Sales első helyére emelkedett, a Radio Songs listáján pedig a 18. helyen debütált. Ugyanezen a héten Cyrus elérte karrierje csúcsát, a harmadik helyet a Billboard Artist 100-as listáján, és az Egyesült Államokban 65%-os növekedést ért el a streamingben. A Flowers nyolc nem egymást követő héten át vezette a Hot 100-as listát. A második héten elért 59,8 millió streamelésnek köszönhetően ez lett a legtöbbet streamelt dal egy héten belül Drake 2021 szeptemberében megjelent Way 2 Sexy című dala óta, valamint az első olyan dal, amely két egymást követő héten legalább 50 millió streamelést ért el Olivia Rodrigo 2021 januárjában megjelent Drivers License című dala óta, az első olyan nem ünnepi dal, amely három egymást követő héten legalább 40 millió streamelést ért el, a 2021 júniusában megjelent Rodrigo Good 4 U című dala óta, valamint az első olyan dal, amely három egymást követő héten több mint 30 000 eladást ért el, a 2021 októberében megjelent Coldplay és BTS My Universe című dala óta. Négy, illetve öt egymást követő héten át vezette a Streaming Songs és a Digital Songs listáját.
Az Egyesült Államokban való megjelenés után egy hónappal a Flowers Cyrus 11. legnagyobb slágere lett az összesített rádiós airplayben a 233 millió meghallgatásnak köszönhetően, és a 13. legnagyobb on-demand streamingben a 182 millió streamelésnek köszönhetően. Ötödik hetében a Radio Songs és a Pop Airplay slágerlisták élén állt. Ez lett Cyrus első első number one kislemeze a Radio Songs-on, és a negyedik dal, amely öt hét alatt a lista élére került, mióta 1998 decemberében a lista minden formátumot figyelembe vesz. Ez lett a 13. dal a történelemben, amely öt hét alatt az élre került a Pop Airplay listán. A hatodik héten a Flowers lett Cyrus első number one-ja az Adult Pop Airplay és a Dance/Mix Show Airplay listákon. A dal 18 egymást követő héten át vezette a Radio Songs listáját, ezzel a Goo Goo Dolls Iris című dalával (1998) együtt a második leghosszabb ideig első helyen állt a listán. A 2023. április 15-i kiadásban ez lett Cyrus második listavezető dala az Adult Contemporary slágerlistán. Szintén azon a héten a Flowers lett a hetedik dal, amely egyidejűleg vezette a Pop Airplay, Adult Pop Airplay és Adult Contemporary listákat. A kislemez 10, 17, illetve 39 hétig vezette a három listát. Adele Hello (2015) és Celine Dion Because You Loved Me (1996) című dala után ez lett a harmadik dal, amely legalább négy héten át egyszerre vezette mindhárom listát. A dal az Adult Contemporary több mint 60 éves történetében a leghosszabb ideig listavezető lett (39 hét), megdöntve a Maroon 5 Girls Like You című dalának 36 hétig tartó rekordját. 17 hétig vezette az Adult Pop Airplay listát, és a Goo Goo Dolls Iris (1998) című dalával holtversenyben a hatodik leghosszabb ideig, és a nők között pedig a leghosszabb ideig. A Flowers a legtöbb összesített hetet (65) töltötte a három slágerlista élén. A szám a legtöbb hetet töltötte az első helyen az összes Billboard Airplay-listán (88), megelőzve a Blinding Lights-ot (87).
A Luminate szerint a Flowers 2023. június 29-ig 750,7 millió on-demand audio- és videó streamet (beleértve a felhasználók által generált tartalom streameket is), 380 000 letöltést és 2,4 milliárd rádióhallgatói benyomást szerzett az Egyesült Államokban, ami a legtöbbet streamelt, legtöbbet letöltött és legtöbbet hallott dal a rádiókban 2023 első felében. Végül a Flowers a negyedik legtöbbet streamelt, a második legtöbbet eladott digitális számként és a legtöbbet hallgatott rádiós dalként zárta a 2023-as évet az Egyesült Államokban (634,4 millió on-demand audio streameléssel, 428 000 letöltéssel és 3,9 milliárd rádiós hallgatói benyomással 2023. december 28-ig). A 2023-as év végi Hot 100-as listán a második helyen állt, Morgan Wallen Last Night című dala mögött, és az év végi Radio Songs és Adult Pop Airplay listák élén végzett. Ez volt a harmadik legtöbbet streamelt dal az Egyesült Államokban a Spotify-on 2023-ban. A Flowers volt a legtöbbet hallgatott dal az iHeartRadio állomásain az Egyesült Államokban 2023-ban, több mint 1,4 milliárd hallgatói benyomással.
Miután Cyrus előadta a Flowers-t a 66. Grammy-díjátadón, a dal 22 helyet ugrott a 32. helyről a 10. helyre a Billboard Hot 100-as listán, újra a top tízbe került a 2024. február 17-i kiadásban – több mint egy évvel a megjelenése után. A következő héten a 17. helyre csúszott; már 52 hétig szerepelt a Hot 100-as listán, ezzel Cyrus első olyan dala lett, amely egy éven át szerepelt a listán, és a leghosszabb ideig futó kislemeze az Egyesült Államokban.
Kanadában a Flowers tizenöt hétig vezette a Canadian Hot 100 listát. A dal Mark Ronson Uptown Funk (featuring Bruno Mars) (2014) című dalával együtt ez lett a negyedik leghosszabb ideig listavezető dal Kanadában; és a 2013-as Wrecking Ball után Cyrus második listavezető kislemeze. Ez lett az első első helyezettje az All-format Airplay és Hot AC Airplay listákon, és a második a Digital Song Sales, CHR/Top 40 Airplay és AC Airplay listákon. A 2023-as év végi Canadian Hot 100-as lista élére került. Ez volt a második legtöbbet streamelt dal Kanadában a Spotify-on 2023-ban.

### Nemzetközi piac
A dal a legtöbb európai országban, így Ausztriában, Belgiumban (Flandria és Vallónia), Bulgáriában, Horvátországban (Airplay Radio Chart és Croatia Songs), Csehországban, Dániában, Finnországban, Franciaországban, Németországban, Görögországban, Magyarországon, Izlandon, Írországban, Lettországban, Litvániában, Hollandiában (mind a holland Top 40, mind a Single Top 100), Norvégiában, Lengyelországban (streaming és Airplay Charts), Portugáliában, Romániában, Oroszországban, Szlovákiában, Svédországban, Svájcban, Ukrajnában  és az Egyesült Királyságban vezette a nemzeti slágerlistákat. Az Egyesült Királyságban a Flowers a brit kislemezlista élén debütált 92 000 egységgel, részben a 9,9 millió streamelésnek köszönhetően, ami összességében a legnagyobb első hét volt Harry Styles As It Was című dalának 2022 áprilisi megjelenése óta. A dal tíz egymást követő héten át vezette a listát, ezzel Cyrus harmadik első helyezett dala lett Nagy-Britanniában a We Can’t Stop és a Wrecking Ball (mindkettő 2013-ból) után, és az első, amely egy hétnél tovább maradt a csúcson. Ez lett a 2020-as évek harmadik dala Styles As It Was és Ed Sheeran Bad Habits című dala után, amely legalább tíz hétig vezette a listát. 2024. március 15-én a dal háromszoros platina minősítést kapott a Brit Hanglemezgyártók Szövetségétől 1,8 millió példány kiszállításáért. 2023 végére a dal 198 millió streamelést, 91 000 letöltést és 1,7 millió track-egyenértékű egységet gyűjtött össze az Egyesült Királyságban; ezzel az év legtöbbet streamelt és legtöbbet letöltött dala lett. A Flowers az Egyesült Királyság év végi kislemezlistájának élén végzett. Ez volt a legtöbbet streamelt dal az Apple Musicon és a Deezeren, és a második legtöbbet streamelt dal a Spotify-on az Egyesült Királyságban 2023-ban.
Németországban a Flowers a második helyen debütált az Offizielle Deutschen Singles Charts listán, majd a második héten az első helyre emelkedett, és ezzel Cyrus első listavezetője lett az országban. A 2023-as év végi német listán a második helyen állt, a külföldi előadók között az első helyen. Hasonlóképp Franciaországban a Flowers a második helyen debütált a Top Singles Charton, és a második héten felkapaszkodott az első helyre, ezzel Cyrus első listavezetője lett az országban. Ez volt a legtöbbet streamelt dal Franciaországban 2023-ban.
Európán kívül a Flowers vezette a listákat Ausztráliában, Ecuadorban, Izraelben, Új-Zélandon, Paraguayban, a Fülöp-szigeteken, Szingapúrban, Dél-Afrikában, és Vietnámban. Ausztráliában az első héten több mint 5 millió streamet gyűjtött össze, ezzel megdöntve az ország történetének első heti rekordját. A dal az első tizenkét hetet az ARIA Singles Chart élén töltötte, ezzel Cyrus első listavezetője lett Ausztráliában, és a tizenegyedik dal a történelemben, amely legalább tizenkét hétig vezette a listát. 2023 októberében az Australian Recording Industry Association nyolcszoros platina minősítést adott a dalnak 560 000 darabos kiszállításáért. Az ausztrál év végi kislemezlista élén végzett.

## Videóklip
A Flowers 2023. január 12-i megjelenéséhez a videóklip is megjelent a YouTube-on. A videót Jacob Bixenman rendezte, az operatőr Rév Marcell volt. A YouTube-on 2024 februárjáig több mint 700 millióan nézték meg.
A videó elején Los Angelesről készült panorámaképeket mutatnak. Cyrus az Elysian Parkban egy hídon átvonulva lép be. Amikor megérkezik a házához, melltartóra és alsóneműre vetkőzik, elsétál a locsolók mellett, úszik a medencéjében, és különböző szabadtéri gyakorlatokat végez. Ezután Cyrus lezuhanyozik, és fekete ruhába öltözik, végigvonul a házán, miközben táncol. Alkonyatkor a hátsó kertjében táncol, majd a tetőn táncol, miközben egy helikopter repül fölötte.

## Díjak és elismerések
| Szervezet                              | Év   | Kategória                              | Eredmény | For.    |
| -------------------------------------- | ---- | -------------------------------------- | -------- | ------- |
| MTV MIAW Awards                        | 2023 | Az év globális slágere                 | Jelölve  | [ 157 ] |
| Nickelodeon Mexico Kids’ Choice Awards | 2023 | Az év globális slágere                 | Jelölve  | [ 158 ] |
| MTV Video Music Awards                 | 2023 | Az év videóklipje                      | Jelölve  | [ 159 ] |
| MTV Video Music Awards                 | 2023 | Az év dala                             | Jelölve  | [ 159 ] |
| MTV Video Music Awards                 | 2023 | A legjobb popvideó                     | Jelölve  | [ 159 ] |
| MTV Video Music Awards                 | 2023 | A legjobb operatőri munka              | Jelölve  | [ 159 ] |
| MTV Europe Music Awards                | 2023 | A legjobb dal                          | Jelölve  | [ 160 ] |
| MTV Europe Music Awards                | 2023 | A legjobb videóklip                    | Jelölve  | [ 160 ] |
| Los 40 Music Awards                    | 2023 | A legjobb nemzetközi dal               | Jelölve  | [ 161 ] |
| NRJ Music Awards                       | 2023 | Az év nemzetközi dala                  | Elnyerte | [ 162 ] |
| NRJ Music Awards                       | 2023 | Az év nemzetközi videóklipje           | Elnyerte | [ 162 ] |
| Danish Music Awards                    | 2023 | Az év nemzetközi slágere               | Elnyerte | [ 163 ] |
| Billboard Music Awards                 | 2023 | Top Hot 100 Song                       | Jelölve  | [ 164 ] |
| Billboard Music Awards                 | 2023 | Top Radio Song                         | Elnyerte | [ 164 ] |
| Billboard Music Awards                 | 2023 | Top Streaming Song                     | Jelölve  | [ 164 ] |
| Billboard Music Awards                 | 2023 | Top Selling Song                       | Jelölve  | [ 164 ] |
| Billboard Music Awards                 | 2023 | Top Billboard Global 200 Song          | Elnyerte | [ 164 ] |
| Billboard Music Awards                 | 2023 | Top Billboard Global (Excl. U.S.) Song | Elnyerte | [ 164 ] |
| Musa Awards                            | 2023 | Az év nemzetközi angol nyelvű dala     | Elnyerte | [ 165 ] |
| RTHK International Pop Poll Awards     | 2023 | Top Ten International Gold Songs       | Elnyerte | [ 166 ] |
| Gold Derby Music Awards                | 2024 | Az év felvétele                        | Jelölve  | [ 167 ] |
| Gold Derby Music Awards                | 2024 | Az év dala                             | Jelölve  | [ 167 ] |
| Gold Derby Music Awards                | 2024 | A legjobb popdal                       | Jelölve  | [ 167 ] |
| Gold Derby Music Awards                | 2024 | A legjobb videóklip                    | Jelölve  | [ 167 ] |
| Grammy Awards                          | 2024 | Az év felvétele                        | Elnyerte | [ 168 ] |
| Grammy Awards                          | 2024 | Az év dala                             | Jelölve  | [ 168 ] |
| Grammy Awards                          | 2024 | A legjobb szóló popénekes teljesítmény | Elnyerte | [ 168 ] |
| People’s Choice Awards                 | 2024 | Az év dala                             | Jelölve  | [ 169 ] |
| IFPI Awards                            | 2024 | IFPI 2023-as globális kislemez         | Elnyerte | [ 54 ]  |
| Gaffa Awards (Denmark)                 | 2024 | Az év nemzetközi slágere               | Elnyerte | [ 170 ] |
| Brit Awards                            | 2024 | Az év nemzetközi dala                  | Elnyerte | [ 171 ] |
| Japan Gold Disc Awards                 | 2024 | Az év dala Streamingben (nyugati zene) | Elnyerte | [ 172 ] |
| Global Awards                          | 2024 | A legjobb dal                          | Jelölve  | [ 173 ] |
| Gaffa Awards (Sweden)                  | 2024 | Az év nemzetközi dala                  | Jelölve  | [ 174 ] |
| iHeartRadio Music Awards               | 2024 | Az év dala                             | Jelölve  | [ 175 ] |
| iHeartRadio Music Awards               | 2024 | Az év popdala                          | Elnyerte | [ 175 ] |
| iHeartRadio Music Awards               | 2024 | A legjobb videóklip                    | Jelölve  | [ 175 ] |
| iHeartRadio Music Awards               | 2024 | A legjobb dalszöveg                    | Jelölve  | [ 175 ] |

## Közreműködők
A Tidal, a Pitchfork és a Endless Summer Vacation albumfüzete alapján.
- Miley Cyrus – éneklés, dalszerző, executive producer, ütőhangszerek
- Kid Harpoon – producer, basszusgitár, dobok, gitár, szintetizátor
- Gregory Aldae Hein – dalszerző
- Tyler Johnson – producer, gitár, billentyűk, szintetizátor
- Joe LaPorta – maszterelő hangmérnök
- Rob Moose – vonós hangszerelés, hegedű, brácsa
- Michael Pollack – dalszerző, Rhodes
- Brian Rajaratnam – hangmérnök
- Doug Showalter – billentyűk
- Mark Stent – keverési hangmérnök
- Matt Wolach – asszisztens hangmérnök

## Slágerlisták
| Slágerlista (2023)                       | Legmagasabb pozíció |
| ---------------------------------------- | ------------------- |
| Argentina (Argentina Hot 100)            | 3                   |
| Ausztrália (ARIA)                        | 1                   |
| Ausztria (Ö3 Austria Top 40)             | 1                   |
| Belgium (Ultratop 50 Flanders)           | 1                   |
| Belgium (Ultratop 50 Wallonia)           | 1                   |
| Bolívia (Billboard)                      | 2                   |
| Brazília (Top 100 Brasil)                | 49                  |
| Brazília (Pop Internacional Airplay)     | 1                   |
| Brazília (Brazil Songs)                  | 4                   |
| Bulgária (PROPHON)                       | 1                   |
| Chile (Chile Songs)                      | 5                   |
| Costa Rica (FONOTICA)                    | 2                   |
| Csehország (Rádio Top 100)               | 1                   |
| Csehország (Singles Digitál Top 100)     | 1                   |
| Dánia (Tracklisten)                      | 1                   |
| Dél-Afrika (Billboard)                   | 1                   |
| Dél-Korea (Circle)                       | 117                 |
| Ecuador (Ecuador Songs)                  | 3                   |
| Ecuador (National-Report)                | 1                   |
| Egyesült Királyság (UK Singles Chart)    | 1                   |
| FÁK (TopHit)                             | 1                   |
| Finnország (Singlet Top 20)              | 1                   |
| Franciaország (SNEP)                     | 1                   |
| Fülöp-szigetek (Philippines Songs)       | 1                   |
| Görögország (IFPI)                       | 1                   |
| Global 200 (Billboard)                   | 1                   |
| Guatemala (Monitor Latino)               | 12                  |
| Hollandia (Top 40)                       | 1                   |
| Hollandia (Single Top 100)               | 1                   |
| Honduras (Monitor Latino)                | 3                   |
| Hongkong (Hong Kong Songs)               | 16                  |
| Horvátország (HRT)                       | 1                   |
| Horvátország (Croatia Songs)             | 1                   |
| India (IMI)                              | 4                   |
| Indonézia (Indonesia Songs)              | 8                   |
| Írország (IRMA)                          | 1                   |
| Izland (Plötutíðindi)                    | 1                   |
| Izrael (Media Forest)                    | 1                   |
| Japán (Billboard Japan)                  | 1                   |
| Kanada (Canadian Hot 100)                | 1                   |
| Kanada AC (Billboard)                    | 1                   |
| Kanada CHR/Top 40 (Billboard)            | 1                   |
| Kanada Hot AC (Billboard)                | 1                   |
| Kolumbia (Colombia Songs)                | 4                   |
| Lengyelország (Polish Airplay Top 100)   | 1                   |
| Lengyelország (Polish Streaming Top 100) | 1                   |
| Lettország (EHR)                         | 1                   |
| Libanon (Lebanese Top 20)                | 2                   |
| Litvánia (AGATA)                         | 1                   |
| Luxembourg (Luxembourg Songs)            | 1                   |
| Magyarország (Rádiós Top 40)             | 1                   |
| Magyarország (Single Top 40)             | 1                   |
| Magyarország (Stream Top 40)             | 1                   |
| Malajzia (Malaysia Songs)                | 2                   |
| Malajzia (RIM)                           | 2                   |
| MENA (IFPI)                              | 1                   |
| Mexikó (Mexico Songs)                    | 2                   |
| Németország (Media Control Charts)       | 1                   |
| Nicaragua (Monitor Latino)               | 12                  |
| Nigéria (TurnTable charts)               | 23                  |
| Norvégia (VG-lista)                      | 1                   |
| Olaszország (FIMI)                       | 3                   |
| Oroszország (TopHit Airplay)             | 1                   |
| Panama (Monitor Latino)                  | 2                   |
| Paraguay (Monitor Latino)                | 1                   |
| Peru (Peru Songs)                        | 2                   |
| Portugália (AFP Top 100 Singles)         | 1                   |
| Puerto Rico (Monitor Latino)             | 10                  |
| Románia (Romania Songs)                  | 1                   |
| Románia (Romanian Radio Airplay)         | 1                   |
| Románia (Romania TV Airplay)             | 7                   |
| Salvador (Monitor Latino)                | 2                   |
| Spanyolország (PROMUSICAE)               | 2                   |
| Svájc (Schweizer Hitparade)              | 1                   |
| Svédország (Sverigetopplistan)           | 1                   |
| Szingapúr (RIAS)                         | 1                   |
| Szlovákia (Rádio Top 100)                | 14                  |
| Szlovákia (Singles Digitál Top 100)      | 1                   |
| Tajvan (Billboard)                       | 9                   |
| Ukrajna (TopHit Airplay)                 | 1                   |
| Uruguay (Monitor Latino)                 | 6                   |
| US Billboard Hot 100                     | 1                   |
| US Adult Contemporary (Billboard)        | 1                   |
| US Adult Top 40 (Billboard)              | 1                   |
| US Dance/Mix Show Airplay (Billboard)    | 1                   |
| US Mainstream Top 40 (Billboard)         | 1                   |
| US Rhythmic (Billboard)                  | 14                  |
| Új-Zéland (Recorded Music NZ)            | 1                   |
| Venezuela (Record Report)                | 25                  |
| Vietnám (Vietnam Hot 100)                | 1                   |

| Slágerlista (2023)                     | Legmagasabb pozíció |
| -------------------------------------- | ------------------- |
| Brazília (Pro-Música Brasil Streaming) | 13                  |
| CIS (TopHit)                           | 1                   |
| Paraguay (SGP)                         | 3                   |
| Oroszország (TopHit Airplay)           | 1                   |
| Dél-Korea (Circle)                     | 122                 |
| Ukrajna (TopHit Airplay)               | 1                   |

| Lista (2023)                             | Helyezés |
| ---------------------------------------- | -------- |
| Argentína Airplay (Monitor Latino)       | 1        |
| Ausztrália (ARIA)                        | 1        |
| Ausztria (Ö3 Austria Top 40)             | 1        |
| Belgium (Ultratop 50 Flanders)           | 1        |
| Belgium (Ultratop 50 Wallonia)           | 1        |
| Brazília Airplay (Crowley Charts)        | 50       |
| Brazília Streaming (Pro-Música Brasil)   | 43       |
| Kanada (Canadian Hot 100)                | 1        |
| CIS (TopHit)                             | 1        |
| Kolumbia Airplay (Monitor Latino)        | 52       |
| Dánia (Tracklisten)                      | 1        |
| El Salvador (ASAP EGC)                   | 9        |
| Franciaország (SNEP)                     | 1        |
| Németország (Official German Charts)     | 2        |
| Global 200 (Billboard)                   | 1        |
| Global Singles (IFPI)                    | 1        |
| Magyarország (Rádiós Top 40)             | 2        |
| Magyarország (Single Top 40)             | 36       |
| Izland (Plötutíðindi)                    | 13       |
| Olaszország (FIMI)                       | 17       |
| Mexikó Airplay (Monitor Latino)          | 1        |
| Hollandia (Dutch Top 40)                 | 1        |
| Hollandia (Single Top 100)               | 4        |
| Új-Zéland (Recorded Music NZ)            | 1        |
| Paraguay (Monitor Latino)                | 1        |
| Lengyelország (Polish Streaming Top 100) | 2        |
| Oroszország Airplay (TopHit)             | 1        |
| Svédország (Sverigetopplistan)           | 4        |
| Svájc (Schweizer Hitparade)              | 1        |
| Egyesült Királyság (OCC)                 | 1        |
| Ukrajna Airplay (TopHit)                 | 2        |
| US Billboard Hot 100                     | 2        |
| US Adult Contemporary (Billboard)        | 4        |
| US Adult Top 40 (Billboard)              | 1        |
| US Dance/Mix Show Airplay (Billboard)    | 4        |
| US Mainstream Top 40 (Billboard)         | 2        |

## Minősítések és eladási adatok
| Régió | Minősítés   | Eladott példányszám |
| --- | ----------- | ------------------- |
| Ausztrália (ARIA) | 10× platina | 700 000‡            |
| Ausztria (IFPI Austria)                                                                                                 | 4× platina  | 120 000‡            |
| Belgium (BEA) | 3× platina  | 120 000‡            |
| Brazília (Pro-Música Brasil)                                                                                            | 5× gyémánt  | 800 000‡            |
| Kanada (Music Canada)                                                                                                   | gyémánt     | 800 000‡            |
| Dánia (IFPI Denmark) | 3× platina  | 270 000‡            |
| Franciaország (SNEP) | gyémánt     | 333 333‡            |
| Németország (BVMI) | 3× arany    | 600 000‡            |
| Magyarország (MAHASZ)                                                                                                   | 11× platina | 44 000‡             |
| Olaszország (FIMI) | 4× platina  | 280 000‡            |
| Mexikó (AMPROFON) | 4× platina  | 240 000‡            |
| Új-Zéland (RMNZ) | 4× platina  | 120 000‡            |
| Lengyelország (ZPAV) | gyémánt     | 100 000‡            |
| Portugália (AFP) | 6× platina  | 60 000‡             |
| Spanyolország (PROMUSICAE)                                                                                              | 7× platina  | 280 000‡            |
| Svájc(IFPI Switzerland)                                                                                                 | 5× platina  | 100 000‡            |
| Egyesült Királyság (BPI)                                                                                                | 4× platina  | 2 400 000‡          |
| Egyesült Államok (RIAA)                                                                                                 | 7× platina  | 7 000 000‡          |
| Streaming |             |                     |
| Görögország (IFPI Greece)                                                                                               | 4× platina  | 8 000 000†*         |
| Svédország (GLF) | 3× platina  | 24 000 000†         |
| Világszerte |             | 2 700 000 000       |
| ‡ Eladási+streaming példányszámok kizárólag a minősítés alapján. † Csak streaming számok kizárólag a minősítés alapján. |             |                     |

## Kiadások
| Régió            | Dátum            | Formátum(ok)                                                                   | Változat       | Kiadó    | For.    |
| ---------------- | ---------------- | ------------------------------------------------------------------------------ | -------------- | -------- | ------- |
| Világszerte      | 2023. január 12. | digitális letöltés streaming                                                   | Eredeti        | Columbia | [ 10 ]  |
| Egyesült Államok | 2023. január 16. | felnőtt kortárs rádió felnőtt kortárs slágerrádió modern felnőtt kortárs rádió | Eredeti        | Columbia | [ 281 ] |
| Egyesült Államok | 2023. január 17. | kortárs slágerrádió                                                            | Eredeti        | Columbia | [ 282 ] |
| Olaszország      | 2023. január 19. | rádió                                                                          | Eredeti        | Sony     | [ 283 ] |
| Világszerte      | 2023. március 3. | digitális letöltés streaming                                                   | Demó           | Columbia | [ 284 ] |
| Világszerte      | 2023. március 3. | digitális letöltés                                                             | Instrumentális | Columbia | [ 285 ] |